# Cilicio

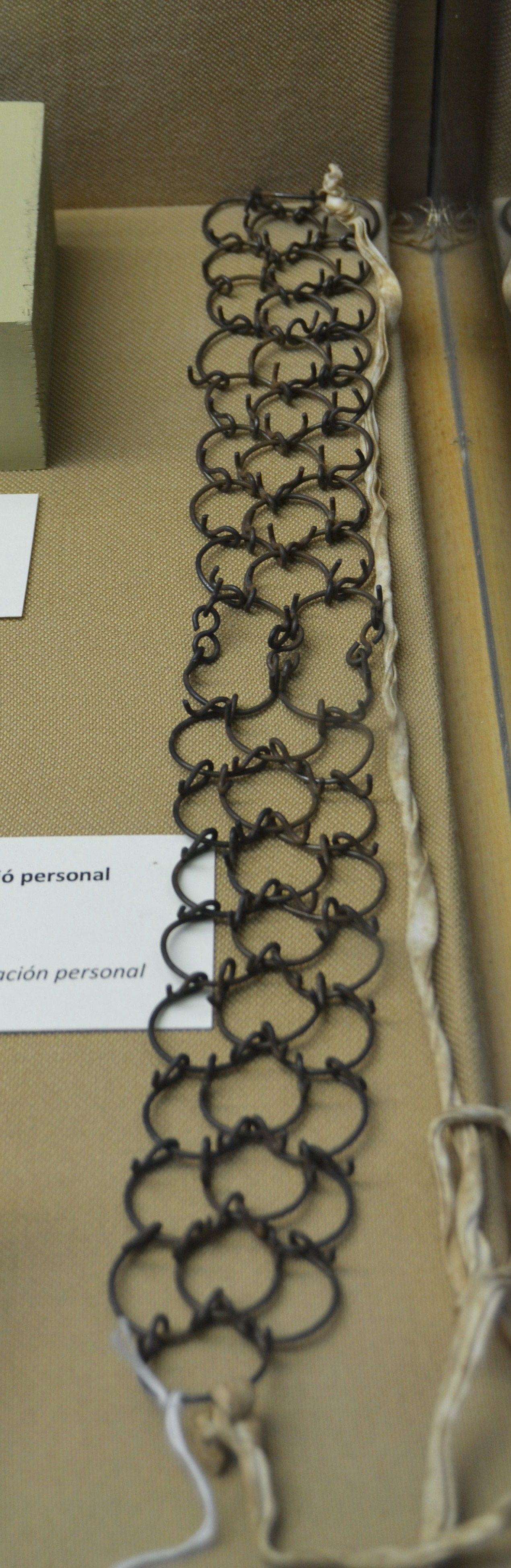
Jávea, Museo Arqueológico y Etnográfico Soler Blasco: cilicio in ferro, seconda metà del XIX secolo

Il cilicio anticamente era un tessuto di peli di capra o di cammello, in uso anche fra i soldati dell'esercito romano. Nel mondo greco-romano tali stoffe, utilizzate per tende, vele, sacchi, vesti grossolane, ecc., presero il nome di "cilici", termine che proviene dal greco κιλίκιον (kilíkion), ovvero della regione della Cilicia, l'odierno Sud della Turchia, in quanto i Cilici ne ebbero quasi il monopolio (Plinio, VI, 143). A scopo ascetico questa stoffa veniva indossata a immediato contatto con la nuda pelle, come viene frequentemente attestato nella Bibbia, nella quale la traduzione abituale di cilicio è "sacco", in quanto in ebraico cilicio si dice saq.
Dopo la venuta di Gesù Cristo, l'uso del cilicio si estende rapidamente anche fra i cristiani.
Indica, per estensione, una cinghia uncinata o formata da una corda ruvida costellata di nodi, che viene stretta attorno alla vita o alla coscia in modo da provocare un dolore non estremo ma costante.

## Uso del cilicio
Presso gli antichi ebrei le finalità di quest'uso ascetico sono varie. Si poteva indossare il cilicio (il sacco):
- Per lutto (per es. quando Giacobbe riconosce la veste insanguinata del figlio Giuseppe: «Una bestia feroce l'ha divorato. Giuseppe è stato sbranato. Giacobbe si stracciò le vesti, si pose una tela di sacco attorno ai fianchi e fece lutto sul suo figlio per molti giorni»);[3]
- Per penitenza, per ottenere il perdono divino: oltre a svariati esempi dell'Antico Testamento[4], anche due brani del Nuovo Testamento;[5]
- Per supplicare l'aiuto divino, anche in momenti di grave pericolo;[6]

In altri casi i profeti minacciano gli empi dicendo loro che dovranno portare il sacco.
Molti santi ne fecero uso nel corso dei secoli (ai suoi tempi anche da Ignazio di Loyola, poi da Josemaria Escrivà), ma essendo una pratica personale e nascosta è difficile dire quanto sia in uso, oggi come ieri. Secondo l'Opus Dei, anche «... un Papa modernissimo e innovatore, qual era Paolo VI, portava in talune occasioni il cilicio, come ha rivelato dopo la sua morte il segretario, monsignor Pasquale Macchi».
I membri Numerari dell'Opus Dei, laici in "celibato apostolico", inseriti nell'organizzazione della prelatura personale della Chiesa cattolica, insieme con i sacerdoti specifici, lo usano regolarmente - per mortificare il proprio corpo e con esso il proprio spirito per "avvicinarsi al sacrificio di Cristo" -. Tale pratica è stata confermata nel 2007 dalla senatrice della Repubblica Italiana  Paola Binetti (numeraria dell'Opus Dei).
L'uso del cilicio come strumento di mortificazione, più che un mezzo per raggiungere la vita eterna, è la conseguenza di un rapporto d'amore personale e sincero con Dio; l'anima innamorata è spinta a cercare una dimensione di preghiera e di penitenza che la rende partecipe e corredentrice nella via della salvezza. 
Possiamo citare san Francesco di Sales:
(Filotea. Introduzione alla vita devota)

## Nella cultura di massa
Nel film Il codice da Vinci (2006), il personaggio di Silas mostra in una sequenza l'utilizzo del cilicio.
Nella serie di videogiochi Blasphemous, il personaggio di Deogracias ha una maschera di cilici che ne copre il volto e ne indossa molti al busto, braccia, fianchi e gambe.